# تپه قلاکهنه چاورچین
تپه قلا کهنه چاورچین مربوط به سدهٔ ۶ تا ۸ ه.ق است و در شهرستان بوکان، بخش مرکزی، دهستان آختاچی، روستای چاورچین واقع شده و این اثر در تاریخ ۷ اسفند ۱۳۸۵ با شمارهٔ ثبت ۱۷۶۶۵ به‌عنوان یکی از آثار ملی ایران به ثبت رسیده است.